# Orrorin
O Orrorin era um gênero de hominídeo, assim como boa parte dos gêneros de hominídeo encontra-se extinto. O nome foi dado pelos descobridores que encontraram os fósseis do animal na região de Tugen Hills no Quênia.
São datados de, aproximadamente, 6 milhões de anos (Mioceno). Os fósseis encontrados até agora são de, no mínimo, 5 indivíduos. Eles incluem um fêmur, sugerindo que o Orrorin andava de forma ereta; um úmero direito, sugerindo habilidades de escalador, mas não de braquiação; e dentes que sugerem uma dieta parecida com a dos humanos modernos. Os molares maiores e os pequenos caninos sugerem que o Orrorin comia principalmente frutas, vegetais e, ocasionalmente, carne. Essa espécie tinha, aproximadamente, o mesmo tamanho que o Ardipithecus, e pouco menor que o Australopithecus; por outro lado as características de sua dentição o colocam com caracteres símios, como a de uma fêmea de chimpanzé.
O grupo que encontrou esses fósseis em 2000 teve entre seus integrantes Martin Pickford (da Expedição de Paleontologia do Quênia - KPE -da sigla em inglês) e Brigitte Senut do Museu de História Natural de Paris, que afirmaram ser o Orrorin claramente um hominídeo; baseado nisso, sugeriram que a separação entre hominídeos e outros grandes macacos africanos ocorrera há aproximadamente 7 a 9 milhões de anos. Essa data coloca o Orrorin cerca de 1,5 milhão de anos mais antigo do que o hominídeo mais antigo até então, o Ardipithecus ramidus.
Essa datação de 6 milhões de anos estaria dentro da faixa estabelecida pelo relógio molecular para a separação entre hominídeos e símios, período em que deve ter existido um ancestral comum entre o ser humano e os símios africanos.

## Fósseis
Os 20 espécimes encontrados até 2007 incluem: a parte posterior de uma mandíbula em duas partes; uma sínfise e vários dentes isolados; três fragmentos de fêmures; um úmero parcial; uma falange proximal; e uma falange distal do polegar.
O Orrorin tinha dentes pequenos em relação ao tamanho do corpo. Sua dentição difere daquela encontrada no Australopithecus por seus pré-molares e molares serem menores e menos alongados mesiodistalmente e de Ardipithecus por seu esmalte ser mais espesso. A dentição difere de ambas as espécies pela presença de um sulco mesial nos caninos superiores. Os caninos são semelhantes a macacos, mas reduzidos, como os encontrados em macacos e chimpanzés do Mioceno. Os Orrorin tinham pós-caninos pequenos e eram microdontes, como os humanos modernos, enquanto australopitecíneos robustos eram megadontes.
No fêmur, a cabeça é esférica e girada anteriormente; o pescoço é alongado e de seção oval e o trocânter menor se projeta medialmente. Embora isso sugira que o Orrorin era bípede, o resto do pós-crânio indica que ele subiu em árvores. Enquanto a falange proximal é curva, a falange distal do polegar tem proporções humanas e, portanto, foi associada à fabricação de ferramentas, mas provavelmente deve estar associada a habilidades de preensão úteis para escalar árvores neste contexto.
Depois que os fósseis foram encontrados em 2000, eles foram mantidos no museu da comunidade da aldeia Kipsaraman, mas o museu foi posteriormente fechado. Desde então, de acordo com o presidente dos Museus da Comunidade do Quênia, Eustace Kitonga, os fósseis estão armazenados em um cofre de banco secreto em Nairóbi.

## Classificação
Se o Orrorin provar ser um ancestral humano direto, então, de acordo com alguns paleoantropólogos, os australopithecus como o Australopithecus afarensis ("Lucy") podem ser considerados um ramo lateral da árvore genealógica dos hominídeos: O Orrorin é quase 3 milhões de anos mais antigo e mais semelhante aos humanos modernos do que o A. afarensis. A principal semelhança é que o fêmur do Orrorin é morfologicamente mais próximo ao do Homo sapiens do que o da Lucy; há, no entanto, debate sobre este ponto.
No entanto, outro ponto de vista cita comparações entre Orrorin e outros macacos do Mioceno, em vez dos grandes macacos existentes, o que mostra que o fêmur se mostra como um intermediário entre o dos Australopithecus e os ditos macacos anteriores.
Outros fósseis (folhas e muitos mamíferos) encontrados na Formação Lukeino mostram que Orrorin viveu em um ambiente de floresta perene e seca, não a savana assumida por muitas teorias da evolução humana.

## Evolução do bipedismo
Os fósseis de Orrorin tugenensis não compartilham características derivadas de parentes dos grandes macacos hominóides. Pelo contrário, "O Orrorin compartilha várias características apomórficas com humanos modernos, bem como alguns com australopitecíneos, incluindo a presença de um sulco externo obturador, colo femoral alongado, cabeça torcida anteriormente (torção posterior no Australopithecus), colo femoral comprimido ântero-posterior, distribuição assimétrica do córtex no colo femoral, incisura superior rasa e uma tuberosidade glútea bem desenvolvida que coalescem verticalmente com a crista que desce a diáfise femoral posteriormente". No entanto, ele também compartilha muitas dessas propriedades com várias espécies de macacos do Mioceno, até mesmo mostrando alguns elementos de transição entre macacos basais como o Aegyptopithecus e o Australopithecus. De acordo com estudos recentes, Orrorin tugenensis é um hominídeo basal que se adaptou a uma forma inicial de bipedismo. Com base na estrutura da cabeça femoral, ainda exibia algumas propriedades arbóreas, podendo forragear e construir abrigos. O comprimento do colo femoral nos fósseis de Orrorin tugenensis é alongado e é semelhante em forma e comprimento aos australoptecíneos e aos humanos modernos. Além disso, sua cabeça femoral é maior em comparação com os australoptecíneos e é muito mais próxima em forma e tamanho relativo do Homo sapiens. Esta morfologia arcaica sugere que o O. tugenensis desenvolveu bipedismo há 6 milhões de anos.
O. tugenensis compartilha uma característica dos primeiros hominídeos, em que sua lâmina ilíaca é dilatada para ajudar a conter o torque de seu peso corporal, o que mostra que eles se adaptaram ao bipedismo. Essas características são compartilhadas com muitas espécies de Australopithecus. Foi sugerido por Pickford que as muitas características que o Orrorin compartilha com os humanos modernos mostram que ele está mais intimamente relacionado ao Homo sapiens do que ao Australopithecus. Isso significaria que o Australopithecus representaria um ramo lateral na evolução dos hominídeos que não leva diretamente ao Homo. No entanto, a morfologia do fêmur de O. tugenensis compartilha muitas semelhanças com a morfologia do fêmur da Australopithicina, o que enfraquece essa afirmação. Outro estudo conduzido por Almecija sugeriu que Orrorin está mais intimamente relacionado aos primeiros hominídeos do que ao Homo. Uma análise do fêmur BAR 10020' 00 mostrou que o Orrorin é um intermediário entre Pan e Australopithecus afarensis. A teoria prevalecente atual é que Orrorin tugenensis é um hominídeo basal e que o bipedismo se desenvolveu no início do clado de hominídeo e evoluiu com sucesso na árvore evolutiva humana. É claro que a filogenia de Orrorin é incerta, no entanto, a evidência da evolução do bipedismo é uma descoberta inestimável desse hominídeo fóssil primitivo.

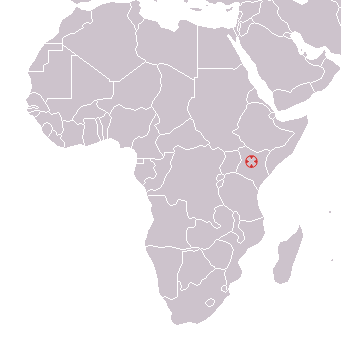
Local da descoberta.

## Descoberta
A equipe que encontrou esses fósseis em 2000 foi liderada por Brigitte Senut e Martin Pickford, do Museu Nacional de História Natural (França). Os 20 fósseis foram encontrados em quatro locais da formação Lukeino, localizada no Quênia: destes, os fósseis de Cheboit e Aragai são os mais antigos (6,1 Ma), enquanto os de Kapsomin e Kapcheberek são encontrados nos níveis superiores da formação (5,7 Ma).